# Ріверсайд (округ)
Шаблон:StateAbbr_ 33°44′ пн. ш. 115°59′ зх. д. / 33.73° пн. ш. 115.98° зх. д.
Округ Ріверсайд (англ. Riverside County) — округ у штаті Каліфорнія, США. Ідентифікатор округу 06065.
Округ належить до агломерації Імпайєр-Інланд й до Лос-Анжелеської конурбації.

## Історія
Округ утворений 1893 року.

## Демографія
За даними перепису
2000 року
загальне населення округу становило 1545387 осіб, зокрема міського населення було 1438996, а сільського — 106391.
Серед мешканців округу чоловіків було 769384, а жінок — 776003. В окрузі було 506218 домогосподарств, 372386 родин, які мешкали в 584674 будинках.
Середній розмір родини становив 3,47.
Віковий розподіл населення поданий у таблиці:
| Стать    | До 15 років | 15—21 | 22—29 | 30—39  | 40—49  | 50—65  | 65—85 | Понад 85 |
| -------- | ----------- | ----- | ----- | ------ | ------ | ------ | ----- | -------- |
| Чоловіки | 201977      | 82779 | 77408 | 117696 | 108409 | 94975  | 78878 | 7262     |
| Жінки    | 193006      | 77956 | 73577 | 115166 | 105985 | 100489 | 96002 | 13822    |

## Виноски
1. ↑  U.S. Decennial Census. United States Census Bureau. Процитовано 3 жовтня 2015.
2. ↑  Historical Census Browser. University of Virginia Library. Архів оригіналу за 11 серпня 2012. Процитовано 3 жовтня 2015.
3. ↑  Forstall, Richard L., ред. (27 березня 1995). Population of Counties by Decennial Census: 1900 to 1990. United States Census Bureau. Процитовано 3 жовтня 2015.
4. ↑  Census 2000 PHC-T-4. Ranking Tables for Counties: 1990 and 2000 (PDF). United States Census Bureau. 2 квітня 2001. Процитовано 3 жовтня 2015.
5. ↑  State & County QuickFacts. United States Census Bureau. Архів оригіналу за 28 липня 2011. Процитовано 6 квітня 2016.(англ.) Наведено за англійською вікіпедією.
6. ↑  American FactFinder. Бюро перепису населення США. Архів оригіналу за 26 лютого 2012. Процитовано 31 січня 2008.

| США | Це незавершена стаття з географії США. Ви можете допомогти проєкту, виправивши або дописавши її. |